# Dina försäkringar
Dina Försäkringar AB (vanligen: Dina Försäkringar) är ett kundägt försäkringsbolag. Bolaget består av sex försäkringsbolag spridda över hela Sverige, som samarbetar gemensamt under ett enhetligt varumärke och symbol. Dina Försäkringar är det femte största försäkringsbolaget i landet när det kommer till sakförsäkringar. Fler än 367 000 fordon, 145 000 hushåll, 41 000 lantbruk och 39 000 företag är försäkrade hos Dina Försäkringar.

## Historik
Dina Försäkringar har rötterna i den brandstod som växte fram i Sverige på 1300-talet. Detta mynnade så småningom ut i att de första två sockenbolagen bildades 1768 i Dalsland och vid gränsen mellan Småland, Halland och Skåne. Dåtidens försäkringsbolag fanns för att ge skydd och dela på risken för traktens bönder. Samarbetet utvecklades under årens lopp.
Ett gemensamt återförsäkrings- och servicebolag startades 1987 när ett hundratal sockenbolag gick samman och bildade ett gemensamt återförsäkrings- och servicebolag, SOFAB. I februari 2006 tog sedan bolagen det gemensamma namnet Dina Försäkringar AB.
Innan januari 2020 bestod bolaget av tolv lokala försäkringsbolag spridda över hela landet, men merparten av dessa har efter det fusionerats till sex lokala bolag.

## Styrelse
Gunilla Svensson är VD sedan år 2011 och styrelseordförande är Anders Byström.

### Lokala avdelningar
De fem lokalt verksamma försäkringsbolagen som äger Dina Försäkringar:
- Dina Försäkringar Göta
- Dina Försäkringar Mitt
- Dina Försäkringar Nord
- Dina Försäkringar Syd
- Dina Försäkringar Väst

## Namn och logotyp
Dina Försäkringars logotyp består både av ett bildmärke och ett textmärke. Bildmärket är en grön cirkel med ett svagt mönster av ett fingeravtryck.